# Traian Ionescu
Traian Ionescu (n. 17 iulie 1923, comuna Văleni, județul Argeș – d. 4 octombrie 2006, București) a fost un important fotbalist și antrenor de fotbal român.

## Biografie
Traian Ionescu s-a născut la data de 17 iulie 1923 în comuna Văleni (județul Argeș). Este legitimat ca fotbalist la vârsta de 13 ani la F.C. Târgoviște, jucând pe postul de portar la această echipă până în 1939, după care trece, pe rând, la Sporting Pitești (1939-1941), Vulturii Lugoj (1943-1945), Sporting Pitești (1945-1946), Juventus București (1946-1949), C.C.A. București (1949-1951) și Casa Armatei Câmpulung Moldovenesc (1952-1953).
Ca jucător de fotbal, a câștigat cu echipa C.C.A. București Campionatul Național de fotbal în 1951 și Cupa României (în edițiile 1948-1949, 1950, 1951). A îmbrăcat de cinci ori tricoul cu nr. 1 al Echipei Naționale a României.
Ca antrenor, a depus o rodnică activitate în cadrul clubului Petrolul Ploiești (1952-1957), realizând aici o puternică pepinieră, care a dat fotbalului românesc o serie de jucători valoroși (Sfetcu, Dridea I, Dridea II, Florea, Tabarcea, Badea, G. Marin).
Între anii 1959-1969 a activat, cu unele intermitențe, la conducerea tehnică a echipei  Dinamo București, aducându-și o importantă contribuție la obținerea unor performanțe de prestigiu pentru această echipă:
- titlul de campioană a României (1961/1962, 1962/1963, 1963/1964, 1964/1965)
- Cupa României la fotbal (1963/1964 și 1967/1968).

El a promovat în fotbalul mare viitori jucători celebri precum Mircea Lucescu, Cornel Dinu, Florea Dumitrache, Ion Pîrcălab, Radu Nunweiller și Constantin Frățilă. A deținut gradul de locotenent-colonel în cadrul Ministerului Afacerilor Interne.
Apoi a lucrat ca antrenor de fotbal în Turcia, unde a câștigat campionatul Turciei cu echipa Fenerbahce Istanbul în sezonul 1969/1970. Revine la Dinamo București, unde activează în sezoanele 1970-1972, contribuind la cucerirea a încă un titlu de campioană națională în ediția 1970/1971.
Lucrează, după aceea, la centrul de fotbal al F.C. Sportul Studențesc (1973-1975), la F.C Olimpia Satu Mare (1976), Jiul Petroșani (1977-1978), Sport Club Bacău (1978-1980), Petrolul Ploiești (1980-1981), Steaua București (1981), Chimia Râmnicu Vâlcea (1982-retur), după care este solicitat pentru un an, în 1983, în Maroc, să pregătească echipa națională de juniori a acestei țări. Revine iarăși în România, unde antrenează echipa FC Olt Scornicești în sezonul 1984/1985, după care se retrage din activitatea fotbalistică.
Traian Ionescu a fost antrenor emerit, fiind considerat unul dintre cei mai valoroși tehnicieni din istoria fotbalului românesc. A încetat din viață la data de 4 octombrie 2006 în orașul București, la vârsta de 83 ani.

## Palmares

### Jucător
CCA București
- Divizia A: 1951
- Cupa României: 1948–49, 1950, 1951

### Antrenor
Dinamo București
- Divizia A: 1961-62, 1962-63, 1963-64 , 1970–71
- Cupa României: 1963–64

Fenerbahçe
- Prima ligă turcă: 1969–70
- Cupa TSYD: 1969-70

Jiul Petroșani
- Cupa Balcanică
  - Finalist: 1977–78

## Distincții
- Medalia „Meritul Sportiv” clasa I (8 mai 1968) „pentru contribuția deosebită adusă la dezvoltarea mișcării de cultură fizică și sport și pentru merite deosebite în activitatea sportivă de performanță, cu prilejul împlinirii a 20 de ani de la înființarea Clubului sportiv «Dinamo»-București al Ministerului Afacerilor Interne”[1]